# Enver Izmajlov
Enver Izmajlov (ukrajinsko Енвер Ізмайлов, rusko Энвер Измайлов, krimskotatarsko Enver İzmaylov), krimsko tatarski kitarist, * 12. junij 1955, Fergana, Uzbeška SSR, Sovjetska zveza.
Izmajlov je kitarski virtuoz, ki kombinira ljudsko glasbo krimskih Tatarov in jazz, pri igranju kitare pa uporablja inovativno tehniko tapping.

## Življenje in kariera
Enver Izmajlov se je rodil v mestu Fergana, v Uzbeški sovjetski socialistični republiki, Sovjetska zveza, v družini krimskih Tatarov. Družina je bila pred tem izgnana s Krimskega polotoka, kamor se je vrnila leta 1989.
Čeprav je kitaro igral od svojega petnajstega leta je na glasbeni šoli v Fergani igral fagot in leta 1973 zaključil s šolanjem. Osem let je bil član zasedbe Sato, s katero je leta 1986 posnel album Efsane, leto kasneje pa še album Give Your Love for a Friend in a Circle. Zatem je nadaljeval s šolanjem in diplomiral na Univerzi v Taškentu, potem pa je pričel s solo kariero.
Leta 1995 je zmagal na prvem Mednarodnem kitarskem tekmovanju v Lozani v Švici. Istega leta je bil s strani ukrajinskih glasbenih kritikov imenovan za Glasbenika leta. Koncertiral je v Ukrajini, Rusiji, Estoniji, Moldaviji, Bolgariji, na Finskem, Norveškem, Švedskem, Danskem, v Belgiji, Italiji, Nemčiji, Turčiji in v ZDA.
Poleg snemanja svojih solo albumov je sodeloval v duetih s francoskim klaviaturistom Xavierjem Garcio, turškim bobnarjem Burhanom Öçalom in britanskim saksofonistom Geoffom Warrnom. Ustanovil je zasedbo Art Trio of Crimea, ki ga poleg njega na kitari sestavljata še Bari Rustem na tolkalih in Narket Ramazanov na klarinetu, saksofonu in flavti. Poleg tega se Izmajlov ukvarja tudi z alikvotnim petjem.

## Tehnika
Izmajlov igra kitaro s tehniko tapping, kar pomeni, da s konicami prstov tapka vrat električne kitare podobno, kot da bi igral klaviature. Podobno tehniko igranja kitare uporablja tudi jazz kitarist Stanley Jordan.
Izmajlov kombinira ljudsko glasbo krimskih Tatarov, turško glasbo, uzbekistansko glasbo, balkansko glasbo, klasično glasbo in jazz. Številne njegove skladbe so napisane v raznolikih taktovskih načinih, kot so 5/8, 7/8, 9/8, 11/8, 11/16 in 13/16, ki so pogosti v glasbi krimskih Tatarov. Uporablja kitaro s tremi vratovi, ki je bila izdelana posebej zanj v Kijevu. Uporablja dve nestandardni uglasitvi kitare: (od nizke do visoke) E, H, E, E, H, E in C, C, G, C, C, C.

## Družina
Enverjeva hčerka Lenije Izmajlova je popularna pevka krimskih Tatarov. V svojem repertoarju združuje ljudsko glasbo, jazz in pop glasbo. Poleg Lenije ima Izmajlov še eno hčerko.

## Izbrana diskografija
- Black Sea - Kara Deniz (1992) - z Burhanom Öçalom
- At a Ferghana Bazaar (1993)
- The Eastern Legend (1993)
- Dancing Over the Moon(1996) - z Geoffom Warrnom
- Ultramarin (2001) - s Fairy Tale Triom
- З Найкращими Побажаннями! / With My Best Wishes! (2004)
- Harvest Moon (2006) - z Geoffom Warrnom
- Around the Black Sea (2007)
- River of Time (2008)
- Meganom (2012)
- Шторм (2012)
- Шёлковый Путь (2012)